# Джон Ячменное Зерно (повесть)
«Джон Ячменное Зерно» (англ. John Barleycorn) — автобиографическая повесть (короткий роман) Джека Лондона, рассказывающая о жизни писателя, связанной с выпивкой, о значении алкоголя в его жизни и о борьбе с алкоголизмом. Повесть была опубликована в 1913 году. Название взято из британской народной песни «Джон Ячменное Зерно».
Повесть является воспоминаниями Джека Лондона о его опыте общения с алкоголем на разных этапах его жизни, начиная с пятилетнего возраста и до того, как он стал богатым и успешным писателем.

## История создания
Ещё до начала работы над книгой Джек Лондон продал права на предварительную печать журналу The Saturday Evening Post по цене 15 центов за слово. За произведение, насчитывающее от 50 000 до 60 000 слов, общая сумма договора составляла около 10 000 долларов. Лондон использовал это соглашение в качестве аргумента в спорах с издателем The Century Company (ныне Prentice Hall), чтобы заставить его подписать контракт на публикацию произведения. Если бы не эта уловка, Лондон, возможно, не смог бы убедить издателя, поскольку у последнего были сомнения в идее произведения.
Лондон, вероятно, приступил к написанию рукописи в ноябре 1912 года и завершил работу всего двумя месяцами позже, 13 января 1913 года, на 669 страницах, написанных от руки. С 15 марта по 3 мая повесть публиковалась в восьми номерах журнала «The Saturday Evening Post» с иллюстрациями Харви Данна. Её встретили в равной степени со смущением и восхищением, что не помещало ей приобрести соответствующую популярность. Книжное издание, вышедшее в августе 1913 года, имело меньший успех и получило неоднозначные отзывы. Хотя произведение не было антиалкогольным памфлетом, общественные движения за запрет алкоголя использовали его в своих целях. К примеру, отрывки повести использовались для пропагандистских писем. Существует даже мнение, что повесть повлияла на запрет употребления алкоголя в ВМС США в 1914 году. В 1914 году лондонское издательство Mills & Boon, дочернее издательство HarperCollins, также выпустило эту повесть, добавив подзаголовок «или Мемуары алкоголика». На протяжении десятилетий многие издатели использовали этот подзаголовок.

## Отражение в культуре
Использованное в начале второй главы выражение «видеть розовых слонов» как описание состояния алкогольного опьянения, сопровождающегося галлюцинациями, стало эвфемизмом в англоязычной культуре. «Розовые слоны» стали доминирующим выражением состояния пьяных галлюцинаций примерно к 1905 году, хотя упоминались и другие фразеологизмы, к примеру «видеть змей» или «видеть змей в сапогах».
Эвфемизм был связан и с культурой потребления алкоголя. Так, алкогольные коктейли получили название «розовый слон», а бельгийская пивоварня Huyghe поставила розового слона на этикетку своего пива Delirium Tremens.
Выражение нашло отражение в популярной культуре. В первом выпуске Action Comics, опубликованном в 1938 году, Лоис Лейн сообщает в газете Daily Planet, что она видела Супермена. Её редактор отмахивается от истории Лоис, уточняя, не видела ли она ещё и розовых слонов. В диснеевском анимационном фильме 1941 года «Дамбо» также есть отсылка к эвфемизму — после того как Дамбо и Тимоти выпили из ведра с шампанским, они начинают галлюцинировать поющих и танцующих слонов под песню «Парад розовых слонов».